# Rijksmonument

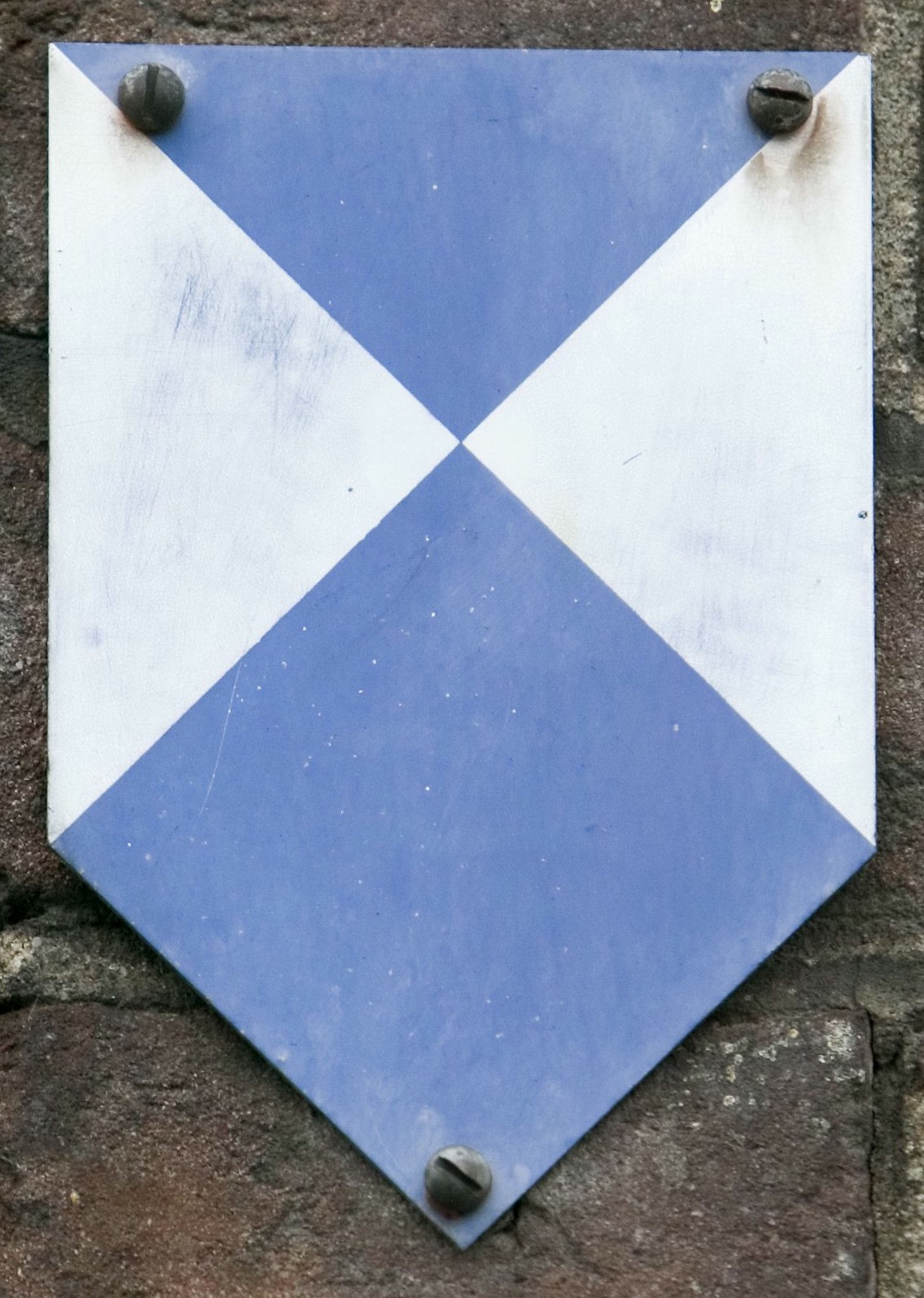
Schutzsymbol nach der Haager Konvention

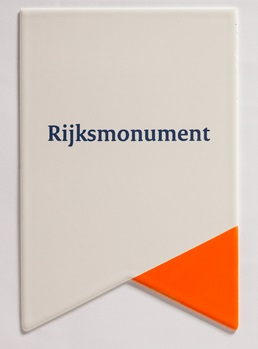
Denkmalplakette, vorgestellt 2014

Ein Rijksmonument (niederländisch, wörtlich „Reichsdenkmal“, im Sinne von Nationaldenkmal) ist ein mindestens 50 Jahre altes Kulturdenkmal in den Niederlanden, das wegen seiner Schönheit, seiner Bedeutung für die Wissenschaft oder seines kulturhistorischen Werts unter Denkmalschutz gestellt wurde.

## Monumentenwet
Grundlage für die Anerkennung als Rijksmonument ist das monumentenwet (Denkmalschutzgesetz) von 1988, das Baudenkmäler, Bodendenkmäler und Denkmalensembles oder ganze Ortsansichten unter Schutz stellt. Bewegliche Kulturdenkmale werden von dem Gesetz nicht erfasst. Für den Unterhalt der Rijksmonumente bestehen Steuervergünstigungen und diverse Förderprogramme. Es wurde am 16. Dezember 2015 durch das umfassendere Erfgoedwet abgelöst (in Kraft getreten am 1. Juli 2016).
Die unter Schutz gestellten Objekte werden mit einem weiß-blauen Emailleschildchen gekennzeichnet, dem Schutzsymbol nach der Haager Konvention. 2010 begann der Rijksdienst voor het Cultureel Erfgoed (abgekürzt RCE; deutsch „Reichsdienst für das Kulturelle Erbgut“), eine weitere Denkmalplakette für Objekte einzuführen, die nicht von überragend nationaler Bedeutung sind und kein blau-weißes Schild tragen dürfen. Am 11. September 2014 wurde dieses neue Schild vom Koninklijke Nederlandse Toeristenbond ANWB veröffentlicht, das für Stadt-, Landes- und Nationaldenkmäler erhältlich ist. Das erste Denkmal, das diese neue Plakette erhielt, war der Ridderzaal in Den Haag.
Die Rijksmonumente wurden bis 2015 gemäß Artikel 1 des Monumentengesetzes von 1988, danach mit den entsprechenden Passagen des neuen Erfgoedwets von 2015 in dem Monumentenregister erfasst, das mit der deutschen Denkmalliste vergleichbar ist, und in die Objektdatenbank (ODB) übergeführt, die von der Denkmalschutzbehörde Rijksdienst voor het Cultureel Erfgoed (vormals Rijksdienst voor Archeologie, Cultuurlandschap en Monumenten (RACM)) betrieben wird. Register und Datenbank sind online zugänglich.

## Anzahl und Verteilung
Die Niederlande verfügen über 63.179 Rijksmonumenten (Stand August 2024). Davon sind 1465 archäologische Objekte.
Eine verwandte Art von Schutz ist die Einstufung als so genannte gemeentelijke monumenten (Gemeindedenkmale). Eine Gemeinde kann beschließen, ein Kulturdenkmal auf die Liste der Gemeindedenkmale zu setzen, wenn es zwar nicht von nationaler oder gar weltweiter, aber doch von regionaler Bedeutung ist. Ähnliches gilt für die Provinzen, die ein regional wichtiges Denkmal zum Provinciaal monument (Provinzialdenkmal) erheben können. Von dieser Möglichkeit machen vor allem die Provinzen Noord-Holland und Drenthe Gebrauch. Eine niedrigere Stufe ist die Auszeichnung eines Kulturdenkmals als Beeldbepalend pand oder Karakteristiek pand (bildgebendes oder charakteristisches Gebäude), die ebenfalls auf Gemeindeebene vergeben werden kann. Hierbei ist jedoch nur die Fassade und das Vordach eines Gebäudes geschützt.
| Gemeinde           | Rijksmonumente | Gemeindemonumente |
| ------------------ | -------------- | ----------------- |
| Amsterdam          | 7562           | 0876              |
| Maastricht         | 1695           | 3506              |
| Utrecht            | 1510           | 1600              |
| Leiden             | 1243           | 1559              |
| Haarlem            | 1180           | 0100              |
| Middelburg         | 1167           | 0110              |
| Den Haag           | 1167           | 1178              |
| Dordrecht          | 0892           | 0160              |
| Schouwen-Duiveland | 0837           | 0400              |
| Delft              | 0696           | 0750              |